# Gård fra Bornholm (Frilandsmuseet)
Gården fra Bornholm er Damaskegård 3. selvejergård i Østerlarsker Sogn. Den blev erhvervet til Frilandsmuseet i 1968 fra Bornholm. Den blev åbnet på museet i 1982 og viser tiden omkring 1920, hvor Valdemar Jørgensen ejede gården, som han havde overtaget i 1918. Ejerne kan spores til slutningen af 1600-tallet, mens det meste af gården på museet stammer fra begyndelsen af 1800-tallet med et par tilbygninger senere i århundredet, østlængen og et bage- og vaskehus bag køkkenet.
Damaskegård var en stor gård, og ejerne blev velhavende blandt andet ved svineavl med eksport fra øens andelssvineslagteri til England og Tyskland.

## Galleri
| - Hestestald og redskaber - Hestestald i lys blå farve, der skulle afskrække fluer - Seletøj. Gården havde fem heste omkring 1920 - Kane til vintertransport |

| - Interiørbilleder fra gården - Stue med polerede møbler, tapet og petroleumslampe - Formodentlig et bornholmerur - Gårdens køkken |

| - Interiørbilleder fra gården - Mælsâlinj - Fra 'sâlinj' der ikke var tapetseret og brugtes til fester, opbevaring og som ligstue - 1865 byggede man det lille fritstående bage- og vaskehus bag køkkenet. |